# Mae Gaston
Mae Gaston (11 de novembro de 1885 - 27 de maio de 1965) foi uma atriz de cinema estadunidense da era do cinema mudo, que atuou em 40 filmes entre 1914 e 1919.

## Biografia
Mae Gaston era filha de Grace Roberts of Llanfairfechan, de Caernarvonshire, Wales e de Edmund Warrener, nascido em Londres. A família veio para Boston em 1884 (três dos irmãos de Mae eram nascidos em Wales - Jane, Nancy & Robert), e moravam no 6 Wilbur Ct. por volta do nascimento de Mae. Em 1889 a família foi para o Illinois, onde nasceram os irmãos de Mae, Margaret e Edmund. A mãe morreu no nascimento do último filho, em 1897, e o pai voltou a se casar, em 1900, com Sarah Jane "Jennie" Saunders, de Toronto, Ontário, Canadá.
Mãe começou atuando na Bush Temple Stock Company, em Chicago. Em 1914 Mae iniciou no cinema, e seu primeiro filme foi o curta-metragem Down by the Sounding Sea, ao lado de Wallace Reid, pela Majestic Motion Picture Company, companhia pela qual fez diversos filmes. Atuou também pela Komic Pictures Company, com os filmes Bill Takes a Lady Out to Lunch... Never Again (1914) e Bill Joins the W.W.W.'s (1914), entre outros. Seu último filme foi The Love That Dares, em 1919, pela Fox Film.

## Vida pessoal e morte
O primeiro casamento de Mae foi com Fred Curtis Aldrich, em 24 de março de 1903, em Chicago. Tiveram dois filhos, Edmund e Ardelle. Mae abandonou seu marido e os filhos, e em dezembro de 1913 Fred casou com Estelle Hendricks e juntos criaram os dois filhos de Mae.
Seu segundo casamento foi com Harold Hoover Baker (1898 - 1959), que tinha 30 anos, em 24 de novembro de 1928. Mae mentiu sobre sua idade, que era 43 anos, alegando ter 32, e passaram a morar em Beverly Hills, sendo que não mencionou ter tido os filhos.
Em 1940, Mae e Harold moravam no 17104 Figueroa, em Compton, Califórnia, durante 5 anos, numa rica propriedade e, enquanto Harold cuidava do Poultry Ranch, ela era dona de casa.
Mae morreu em 27 de maio de 1965, no Hospital Santa Rosa, em Sonoma, Califórnia.

## Filmografia parcial
- Down by the Sounding Sea (1914)

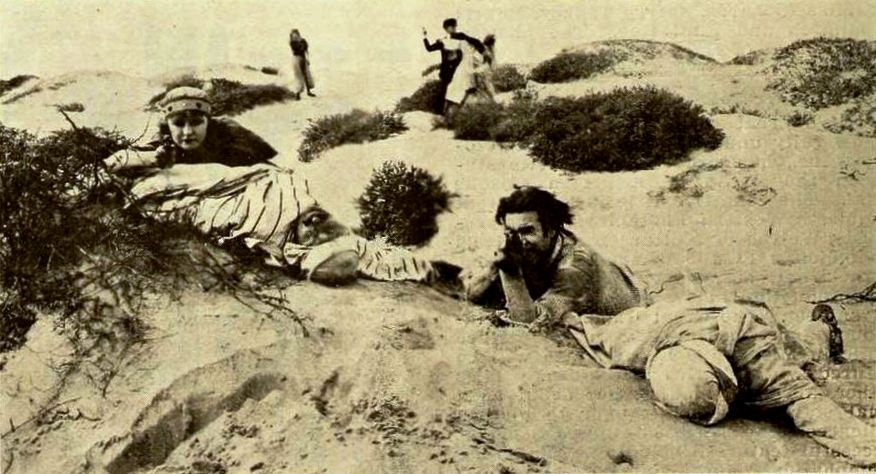
Cena do seriado The Silent Mystery (1918), com Mae Gaston.

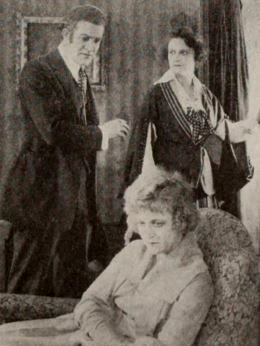
Cena do seriado The Silent Mystery (1918), com Mae Gaston, Francis Ford e Rosemary Theby.

- Bill Takes a Lady Out to Lunch... Never Again (1914)
- Bill Joins the W.W.W.'s (1914)
- The Tear That Burned (1914)
- The Lone Star Rush (1915)
- Father and the Boys (1915)[4]
- Dolly's Scoop (1916)
- The Love Liar (1916)
- The Silent Mystery (1918)
- The Craving (1918)
- Little Orphant Annie (1918)
- The Man of Bronze (1918)
- The Love That Dares (1919)